# Церковь Святого Михаила Архангела (Белогруда)
Церковь Святого Михаила Архангела (бел. Касцёл Святога Міхаіла Арханёла) — католический храм в деревне Белогруда, Гродненская область, Белоруссия. Относится к Лидскому деканату Гродненского диоцеза. Памятник архитектуры в стиле неоготики, построен в 1900—1905 годах. Храм включён в Государственный список историко-культурных ценностей Республики Беларусь.

## История
Под современным именем Белогруда впервые упоминается в XVI веке, как имение в Лидском повете. В XVI—XVII веках она принадлежала роду Завишей, в частности в конце XVI-начале XVII веков Белогруда была родовым имением воеводы мстиславского и витебского Яна Завиши и его сына Николая Завиши, витебского каштеляна.
В 1609 году здесь был образован католический приход, в то же время на средства Яна Завиши здесь был построен деревянный костёл.
В начале XVIII века владелица Белогруды Анна Завиша вышла замуж за смоленского каштеляна Кшиштофа Щита. В этот период старый костёл был перестроен и получил имя св. Иоанна Крестителя. Начиная с 1783 года этот храм упоминается в источниках под именем св. Михаила Архангела.
В 1900—1905 годах на месте деревянного костёла было выстроено современное здание.

## Архитектура

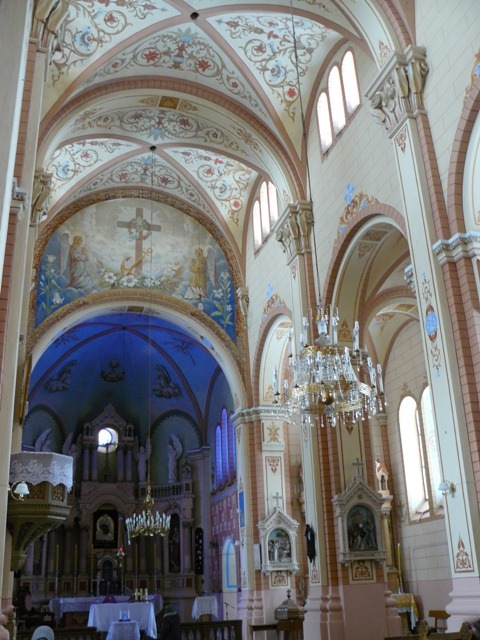
Интерьер

Церковь Святого Михаила Архангела памятник архитектуры неоготического стиля. Некоторые источники характеризуют архитектурный стиль храма как неороманский.
Храм представляет собой трёхнефную двухбашенную базилику. Главный неф завершается гранёной апсидой. Главный фасад украшен высоким порталом, окном-розой и галереей. Кирпичной кладкой выполнены элементы архитектурного декора: лопатки, аркатурные фризы, плинтуса одиночных и сдвоенных арочных оконных проемов, профили и раскреповки.
Внутреннее пространство перекрыто цилиндрическими сводами с подпружными арками и люнетами, украшенными фресковой орнаментальной росписью. Главный алтарь храма — монументальный, многоколонный, двухъярусный; выполнен в стиле эклектики. В его центре находится икона Богоматери (вторая половина XVII века; 130 х 86 см) — копия Остробрамского образа.

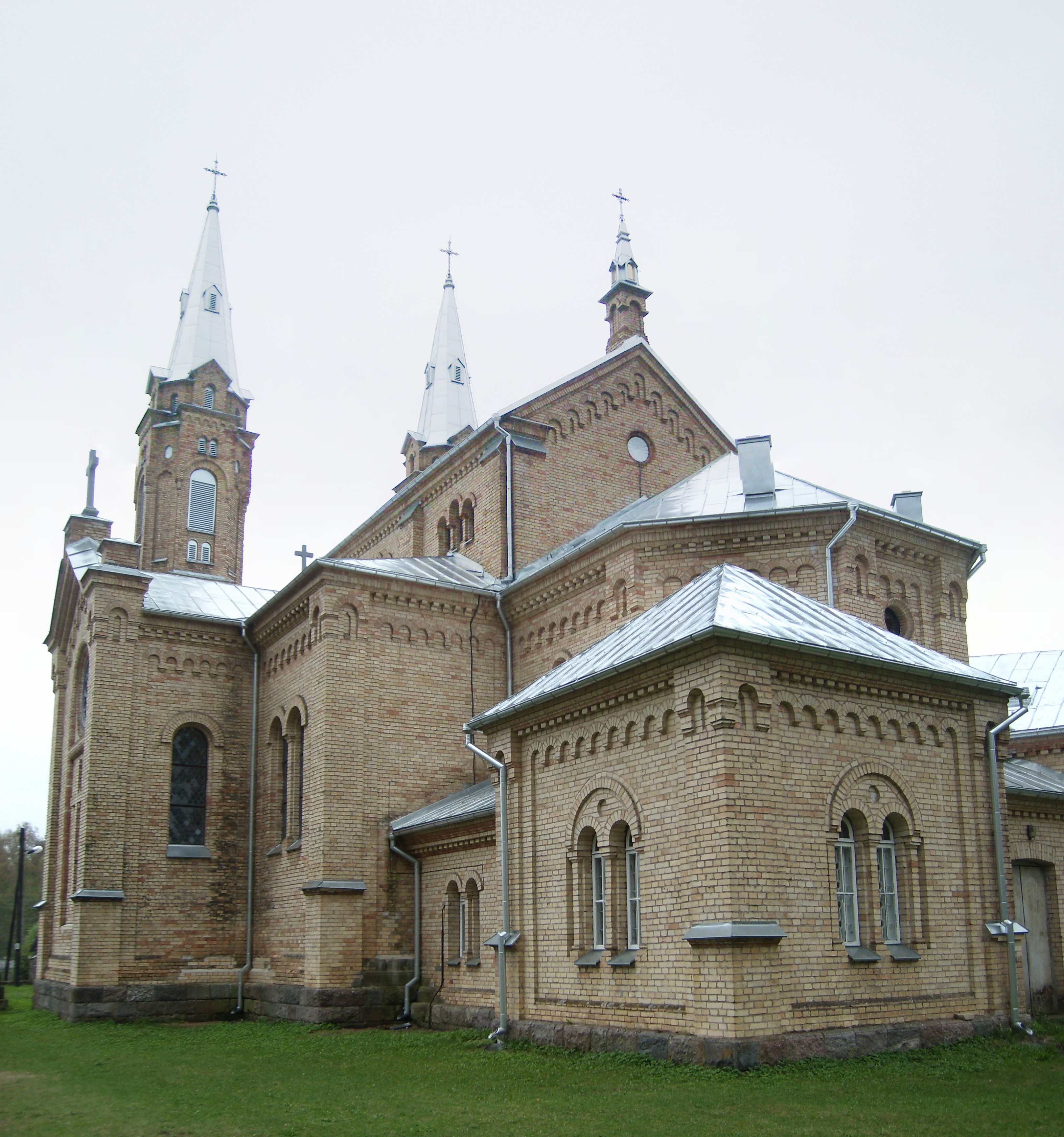
Вид со стороны апсиды